# Vilarmaior
Vilarmaior (galicisch und offiziell; kastilisch Villarmayor) ist ein Municipio in der autonomen Gemeinschaft Galicien in Spanien. Es gehört der Provinz A Coruña an. 2024 hatte die Gemeinde 1.252 Einwohner.

## Lage
Vilarmaior liegt etwa 30 Kilometer östlich von A Coruña. Östlich des Municipios verläuft der Río Mondariz.

## Bevölkerungsentwicklung der Gemeinde
Legende: Villarmayor___Vilarmaior

Quelle: INE-Archiv – grafische Aufarbeitung für Wikipedia

## Gemeindegliederung
Die Gemeinde Vilarmaior ist in sechs Parroquias gegliedert:
| Parroquias | Patrozinium  | Einwohner 2024 | Fläche km² | Dichte Einw./km² | Höhe msnm | Ortskennzahl |
| ---------- | ------------ | -------------- | ---------- | ---------------- | --------- | ------------ |
| Doroña     | Santa María  | 305            | 5,94       | 51               | 194       | 15091010000  |
| Goimil     | San Cristovo | 44             | 1,82       | 24               | 166       | 15091030000  |
| Grandal    | San Pedro    | 173            | 7,14       | 24               | 249       | 15091020000  |
| Torres     | San Xorxe    | 176            | 5,22       | 34               | 242       | 15091040000  |
| Vilamateo  | Santiago     | 124            | 5,19       | 24               | 202       | 15091050000  |
| Vilarmaior | San Pedro    | 412            | 4,88       | 84               | 275       | 15091060000  |

## Wirtschaft
| Ackerbau, Viehzucht und Fischerei                                                  | 038 | 07,66  |
| Industrie                                                                          | 082 | 016,53 |
| Bauwirtschaft                                                                      | 038 | 07,66  |
| Dienstleistungsbetriebe                                                            | 338 | 068,15 |
| Total                                                                              | 496 | 100,00 |
| * Daten aus dem Statistischen Amt für Wirtschaftliche Entwicklung in Galicien, IGE |     |        |